# Éva-Andrea Csép
Éva-Andrea Csép (n. 27 octombrie 1976, Târgu Mureș, România) este un deputat român, ales în 2016. 